# بطين أيسر
البطين الأيسر أحد الحجرات الأربع في القلب البشري (أذينان وبطينان). يتلقى الدم المحمل بالأكسجين من الأذين الأيسر عبر الصمام التاجي أو المترالي ويضخه إلى الأبهر عبر الصمام الأبهري.
عضلات البطين الأيسر أكبر من عضلات البطين الأيمن نظرا لضخها الدم في الدورة الدموية الكبرى وتعد هذه الدورة أكثر مقاومة لذلك فان الدم يحتاج لقوة أكبر لضخه.